# チェッラレンゴ
チェッラレンゴ（伊: Cellarengo）は、イタリア共和国ピエモンテ州アスティ県にある、人口約700人の基礎自治体（コムーネ）。

## 地理

### 位置・広がり

#### 隣接コムーネ
隣接するコムーネは以下の通り。括弧内のTOはトリノ県、CNはクーネオ県所属を示す。
- イゾラベッラ (TO)
- モンタ (CN)
- ポイリーノ (TO)
- プラロルモ (TO)
- ヴァルフェネーラ

#### 地震分類
イタリアの地震リスク階級 (it) では、4 に分類される
。

## 行政

### 分離集落
チェッラレンゴには、以下の分離集落（フラツィオーネ）がある。
- Menabò, Castellino, Cielo